# Abația Cluny
Abația Cluny a fost o mănăstire benedictină din orașul Cluny, Franța. De-a lungul timpului a fost locul unor importante evenimente și unul dintre cele mai cunoscute centre religioase ale Europei medievale. Abația a fost secularizată și deteriorată în contextul revoluției franceze din 1789. În prezent în anexele abației își desfășoară cursurile o școală de inginerie.

## Istorie
Istoria abației începe în anul 909 sau 910, când ducele Aquitaniei, Guillaume I cel Pios își donează unul din domeniile sale de vânătoare din Burgundia în mod simbolic apostolilor Petru și Pavel, pentru construirea unui așezământ monahal. Încă de la început, datorită patronilor ei spirituali, abația se bucura de numeroase privilegii, cum ar fi independența de orice putere laică, inclusiv de rege. De asemenea abația de la Cluny beneficia și de o independență ecleziastică, fiind autonomă față de episcopul de Mâcon și supusă direct Sfântului Scaun de la Roma. Până la Cluny nu a existat niciodată o abație care să beneficieze de astfel de privilegii.
Abația Cluny urma regula benedictină, dar o interpreta în manieră proprie, astfel a apărut regula clunisiană (ordo cluniacensis), desprinsă din cea benedictină. Această nouă regulă punea accentul pe ceremoniile religioase și prelungirea duratei slujbelor, în timpul unei zile normale slujba ținea chiar șapte ore, adăugându-se mai multe ore în timpul sărbătorilor. Acest privilegiu de a avea propria regulă monastică a fost acordat de către papa Ioan al XI-lea (931-935) printr-un act ce oferea abației autoritate asupra altor așezăminte religioase. Astfel, la începutul secolului al XI-lea, ordinul cluniacens cuprindea aproximativ 1.200 de așezăminte religioase din Franța, Anglia, Italia, Spania, Sfântul Imperiu Roman și Europa Centrală, toate sub conducerea abației Cluny. 
Puterea și influența abației era atât de mare încât, în timpul abatelui Odilon (962-1048), papalitatea a oferit abaților de la Cluny puterea de a excomunica, rezervată până atunci doar episcopilor.
Reforma cluniacenză, care a revigorat monahismul în creștinătatea apuseană, a luat un nou avânt prin alegerea Papei Grigore al VII-lea, fost călugăr la Cluny, care dus mai departe această mișcare prin celebrele reforme gregoriene. Mai târziu alți călugări ai ordinului au devenit papi cum ar fi Urban al II-lea și Pascal al II-lea.
Abația era cel mai mare centru monahal al Europei și un loc important de pelerinaj. Mulți pelerini veneau aici să se roage și să asculte ceremoniile grandioase efectuate de călugări. Cluny a devenit foarte bogată pe urma acestor pelerinaje dar și a donațiilor anuale cum ar fi cea a lui Henric I, regele Angliei.
Biserică abațială de la Cluny a fost construită de Berno, primul abate. Între anii 955-981 a fost construită o nouă biserică de mari dimensiuni, numită Cluny II, care a demonstrat puterea și influența ordinului. Biserica a fost însă demolată în secolul al XI-lea de abatele din aceea vreme, pentru a construi cea mai mare biserică a creștinătății apusene. Biserica, numită Cluny III, este biserica actuală, care a fost realizată între anii 1088-1230 în stil romanic cu influențe gotice. Zidirea  bisericii a costat extrem de mult și a coincis cu problemele financiare și cu criza medievală a ordinului. Biserica a suferit de-a lungul timpului mai multe deteriorări. În urma acestora au fost distruse două din cele trei turnuri principale, iar nava a fost micșorată, în ziua de astăzi biserica fiind mult mai mică. Cu toate acestea, Cluny III a rămas una din cele mai grandioase biserici din lume.
În anul 2004 Abația de la Cluny și filialele sale au fost desemnate de Consiliul Europei drept rută culturală europeană⁠(en)[traduceți].

## Personalități
- Odo de Cluny (878-942), al doilea abate al mănăstirii, inițiatorul reformei cluniacenze
- Petru Venerabilul (1092-1156), abate al mănăstirii, cunoscător al lumii arabe, inițiatorul traducerii Coranului în limba latină

## Galerie de imagini

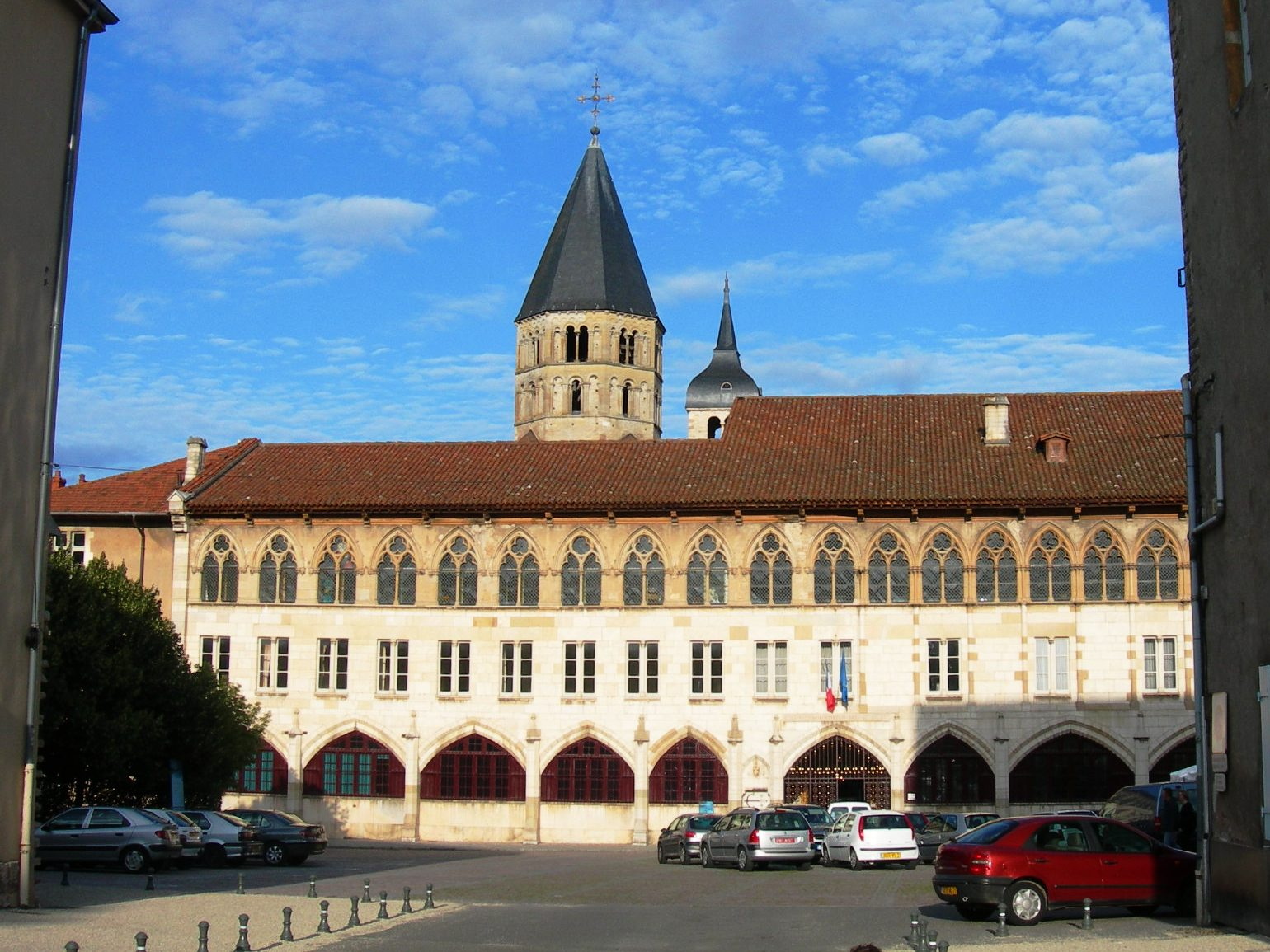
Abația
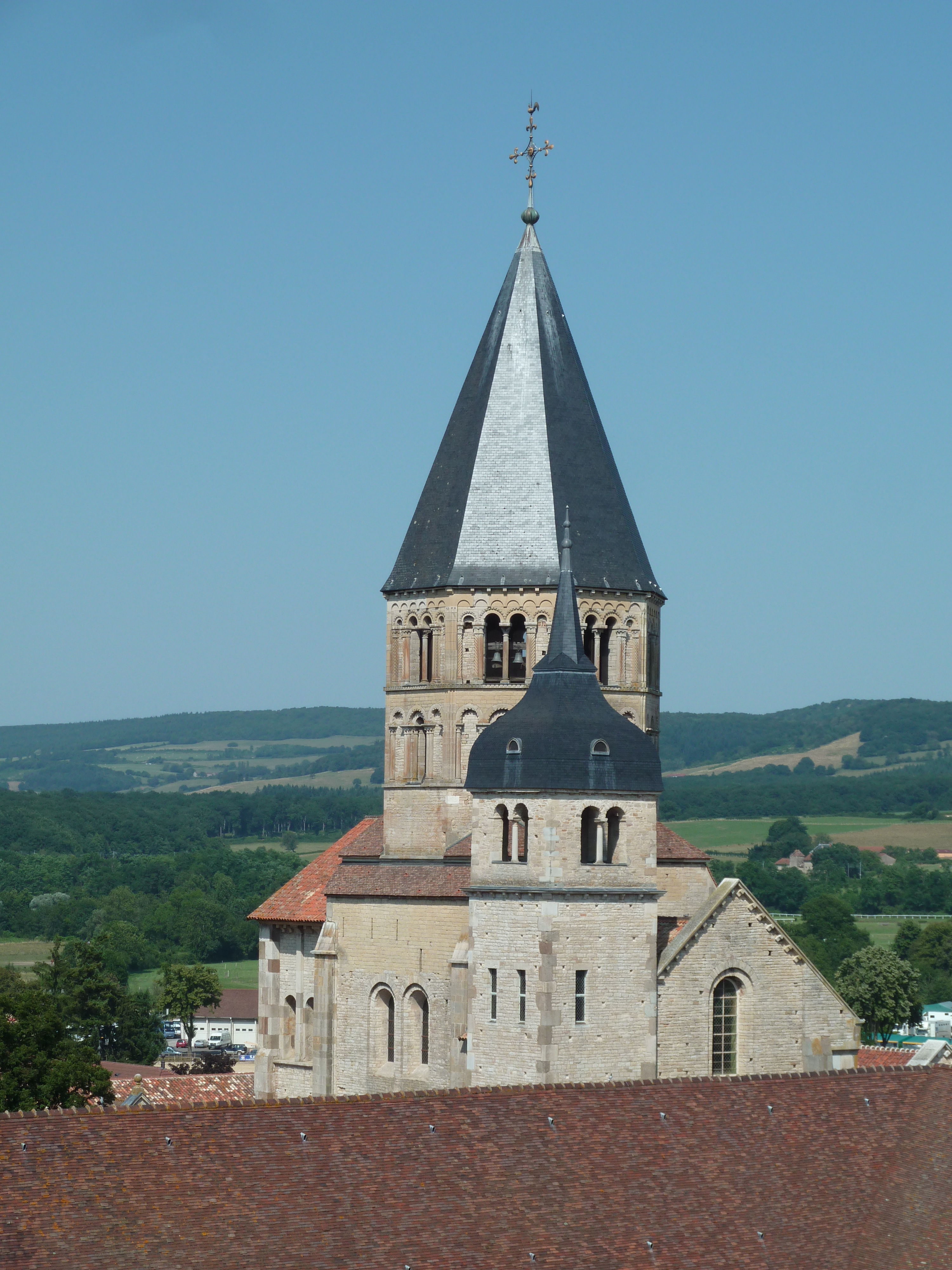
Turla bazilicii
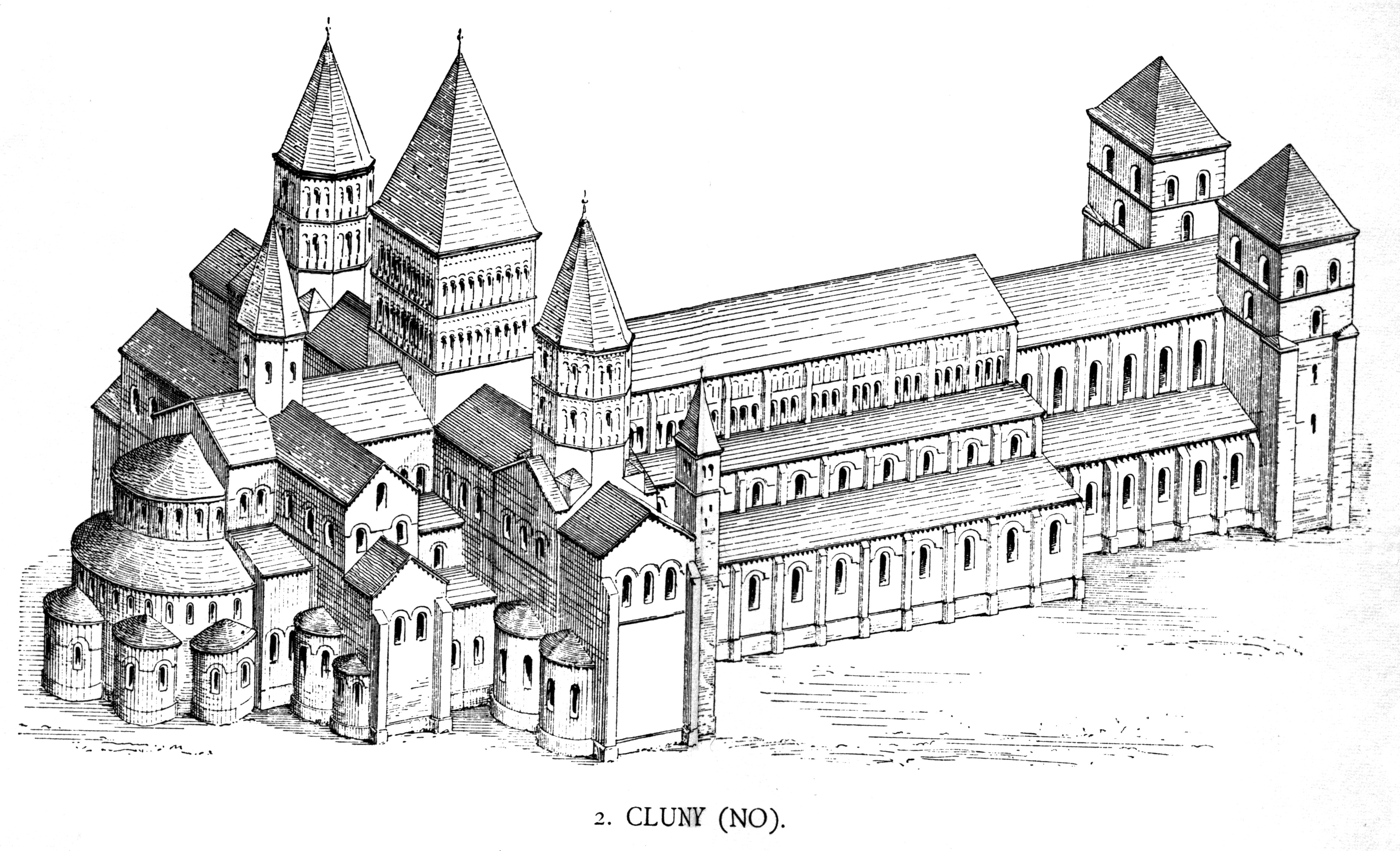
Planul inițial al bazilicii Cluny III
Blazonul abației, cu simbolurile combinate ale sfinților Petru (cheile) și Pavel (sabia)